# نافع بن لقيط
نافع بن لقيط بن حبيب بن خالد بن نَضْلة بن الأشتر بن جَحْوان الأسَدِيّ الفقعسيّ، ويقال له نُوَيفع ، شاعر جاهلي، عده الجمحي في الطبقة الخامسة من الإسلاميين، وأورد بعض أخباره وأشعاره، كانت إقامته مع قومه بني أسد في القنان بأعلى نجد، وكان نافع معاصراً للحجاج الثقفي والعجير السلولي.
وله قصّة مع الحجاج يقول فيها: